# محمد أصغر
محمد أصغر (بالإنجليزية: Mohammad Asghar) هو سياسي بريطاني، ولد في 30 سبتمبر 1945 في بيشاور في باكستان. نشط حزبياً في الحزب الويلزي المحافظ.

## مناصب
- في انتخابات الجمعية الوطنية الويلزية 2016 [الإنجليزية]‏، انتخب عضو الجمعية الوطنية الويلزية الخامسة ‏ عن دائرة جنوب ويلز الشرقية [الإنجليزية]‏ وقد انضم خلال فترته النيابية  [لغات أخرى]‏ (5 مايو 2016 – )  للكتلة البرلمانية الحزب الويلزي المحافظ.
- في انتخابات الجمعية الوطنية الويلزية 2011 [الإنجليزية]‏، انتخب عضو الجمعية الوطنية الويلزية الرابعة ‏ عن دائرة جنوب ويلز الشرقية [الإنجليزية]‏ وقد انضم خلال فترته النيابية  [لغات أخرى]‏ (5 مايو 2011 – 6 أبريل 2016)  للكتلة البرلمانية الحزب الويلزي المحافظ.
- انتخب عضو الجمعية الوطنية الويلزية الثالثة ‏ عن دائرة جنوب ويلز الشرقية [الإنجليزية]‏ وقد انضم خلال فترته النيابية  [لغات أخرى]‏ (8 ديسمبر 2009 – 30 مارس 2011)  للكتلة البرلمانية الحزب الويلزي المحافظ.
- في انتخابات الجمعية الوطنية الويلزية 2007 [الإنجليزية]‏، انتخب عضو الجمعية الوطنية الويلزية الثالثة ‏ عن دائرة جنوب ويلز الشرقية [الإنجليزية]‏ وقد انضم خلال فترته النيابية  [لغات أخرى]‏ (3 مايو 2007 – 8 ديسمبر 2009)  للكتلة البرلمانية بلاد كيمري.

## وصلات خارجية
- الموقع الرسمي